# Вицекраљ
Вицекраљ (такође: краљ-намесник или поткраљ; енг. viceroy), јест краљевски званичник који влада неком земљом, колонијом или провинцијом у име и као представник монарха. Овај израз, који је у наведеној енглеској верзији и најчешћи у дипломатској употреби, потекао је из латинског префикса вице- у значењу "уместо" и француске ријечи рои у значењу "краљ".  Земља или већа територија којом управља вицекраљ назива се поткраљевина (енг. viceroyalty).